# Джон Фрум

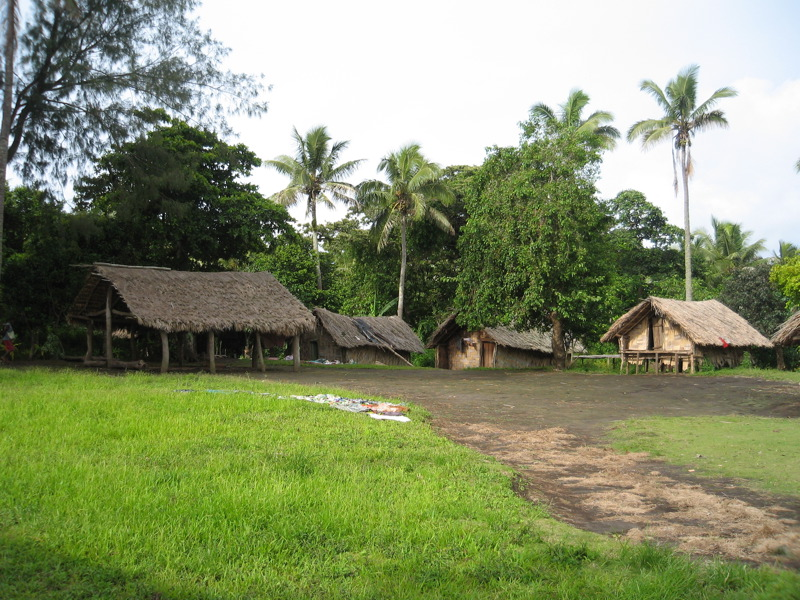
Место собраний последователей Джона Фрума

Джон Фрум (англ. John Frum) — центральное лицо в культе карго на острове Танна (Вануату), изображаемое в виде американского военнослужащего Второй мировой войны, который сделает его последователей богатыми и процветающими.
Движение Джона Фрума возникло в 1930-х годах на Новых Гебридах (историческое название Вануату). Точно неизвестно, была ли личность этого человека выдумана спонтанно или осознано, как и не ясно, существовал ли вообще Джон Фрум. Есть предположения, что имя «Джон Фрум» является искажением выражения «John from (America)», в переводе с англ. — «Джон из (Америки)». Фамилия «Frum» редко встречается в англоязычных странах, например, такая фамилия не упоминается в данных переписей населения Великобритании ни 1851, ни 1901 годов.
Возникновение движения связано с местным жителем по имени Манехиви, который под псевдонимом «Джон Фрум» начал пропаганду культа карго. При условии отказа от всех аспектов европейского общества (денег, западного образования, христианства, работы на кокосовых плантациях) и при условии приверженности местным традициям (или «кастом» от местного слова «kastom») он обещал островитянам наступление новой эры, в которой бы все белокожие люди, включая миссионеров, навсегда оставили Новые Гебриды, а коренное меланезийское население получило бы материальные блага, которыми наслаждается «белая раса».

В 1941 году последователи Джона Фрума избавились от всех своих денег, покинули миссионерские церкви, школы, деревни и плантации и переселились во внутренние районы острова Танна. За время Второй мировой войны движение значительно распространилось, особенно после высадки около 300 тысяч американских солдат в Вануату. Островитяне были поражены эгалитаризмом чужеземцев, их богатством и силой. Санта-Клаус, Дядя Сэм, Иоанн Креститель в это время стали мифическими фигурами, которые, согласно представлениям местных жителей, способствовали процветанию коренных жителей Танны. 

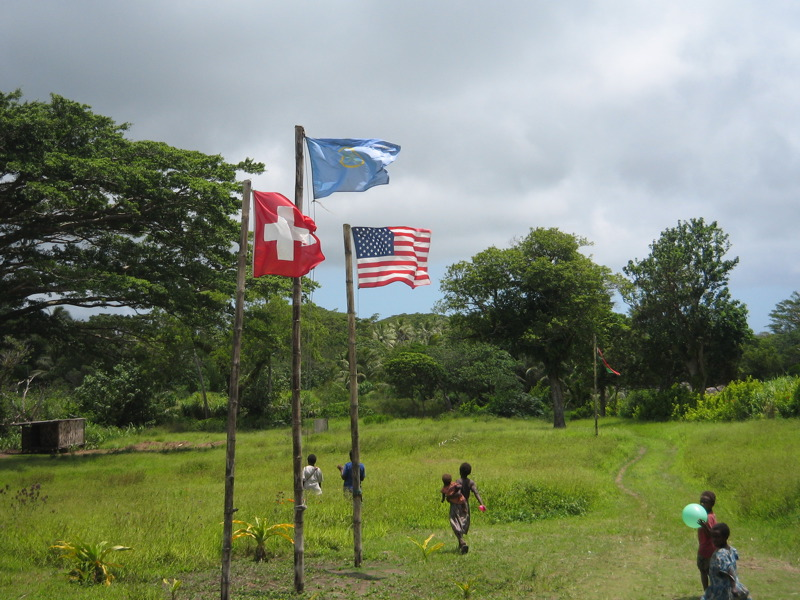
Культ карго Джона Фрума и флаги движения

Последователи культа Джона Фрума соорудили на острове символическую взлётно-посадочную полосу и поместили там макеты самолётов, чтобы заманить на остров самолёт Джона Фрума. Также ими были сооружены символические вышки, на которых дежурили «диспетчеры», носящие на голове муляжи наушников. Жрецы культа Джона Фрума утверждают, что общаются со своим мессией «по радио» при помощи женщины с обмотанными вокруг талии проводами, которая впадает в транс и начинает произносить непонятные слова, затем толкуемые жрецом.
В 1957 году лидер движения, Накомаха, создал «Армию Танны», ненасильственную ритуалистическую организацию, которая проводила символические военные парады, участники которых носили футболки с надписью «T-A USA» («Tanna Army USA»). Парады ежегодно проводятся 15 февраля, в день, в который, согласно последователям культа, Джон Фрум должен явиться островитянам.
В конце 1970-х годов сторонники этого движения выступали против создания независимого государства Вануату, считая, что централизованное правительство противоречит местным традициям. У движения есть собственная партия.